# Gouvernement Antonio Maura (5)
Pour les articles homonymes, voir Gouvernement Antonio Maura.
Royaume d'Espagne
Muñoz II Guerra
Le cinquième gouvernement Antonio Maura est le gouvernement du royaume d'Espagne, en fonction le 14 aout 1921 au 8 mars 1922.